# Црква Светог кнеза Лазара на Љубићу
Црква Светог кнеза Лазара подигнута је на брду Љубић, где је у току Другог српског устанка, одиграла чувена битка у којој су српских устаници надвладали турске снага. Црква припада Епархији жичкој Српске православне цркве.
Црква на Љубићу посвећена је Светом кнезу Лазару и свим мученицима и новомученицима српским подигнута је у периоду од 2003. године, када је потекла идеја и донета одлука до 2008. године, када је стављена под кров. Храм Лазарица је грађен по пројекту архитекте Пеђе Ристића. Цркву је живописао сликар  Горан Јовић.
Црква је освештана 2013. године, а чин освећена обавили су патријарх српски Иринеј, уз саслужење Епископа шумадијског и администратора жичког Јована и Епископа рашко-призренског Теодосија, уз бројно свештенство и монаштво.
- Галерија